# Олыкская поселковая община
Олыкская поселковая община (укр. Олицька селищна громада) — территориальная община в Луцком районе Волынской области Украины.
Административный центр — город (до 23 апреля 2025 года — посёлок) Олыка.
Население составляет 11476 человек. Площадь — 260 км².
В соответствии с распоряжением Кабинета Министров Украины от 12 июня 2020 года, в состав общины вошла территория Олыкского поселкового совета, а также Дедычевского, Дерновского, Жорнищенского и Покащовского сельских советов упразднённого Киверцовского района.

## Населённые пункты
В состав общины входят 1 город и 16 сёл:
- Город Олыка
- Дедычевский старостинский округ:
  - Горяновка
  - Дедычи
  - Залесочье
  - Хромяков
- Дерновский старостинский округ:
  - Дерно
  - Котов
  - Мощаница
  - Путиловка
  - Ставок
- Жорнищенский старостинский округ:
  - Жорнище
  - Лычаны
  - Метельное
  - Носовичи
  - Чемерин
- Покащовский старостинский округ:
  - Одерады
  - Покащов